# Patrologia Latina
Patrologia Latina (Латинская патрология), или Patrologiae Cursus Completus — собрание сочинений латиноязычных христианских авторов, включающее 217 огромных томов, первая часть «Полного курса патрологии» (Patrologiæ Cursus Completus), вторая часть — Patrologia Græca. Изданы аббатом Минем в 1844—1855 годах, в 1862—1865 опубликованы указатели.
Охватывает период примерно в тысячу лет — с конца II по начало XIII века. Первоначально Минь планировал опубликовать все сочинения вплоть до эпохи Возрождения, но объём издания оказался слишком велик.
Издание отличает полнота жанров: включены богословские труды, агиография, поэзия, историческая и научная литература, переводы с греческого, переписка, материалы соборов, различная документация.
Корпус представляет собой по сути огромную перепечатку ранее опубликованных изданий и не имеет самостоятельного текстологического значения. Значительное число произведений с тех пор не переиздавалось, и издание продолжает использоваться медиевистами, хотя в настоящее время устарело и не отвечает современным научным стандартам.
В издании есть и серьёзные недостатки. Хронологический принцип выдержан не полностью, труды некоторых авторов помещены сразу в несколько томов, включены и заведомо апокрифические сочинения.

## Содержание «Патрологии»
| Тома    | Авторы |
| ------- | --- |
| 1-2     | Тертуллиан |
| 3       | «Мученичество святых Перпетуи и Фелицитаты»; Минуций Феликс; «Книга происхождения от Адама»; авторы писем Киприану (Максим, Сидоний, Махарий); Корнелий (папа римский); Новациан; Луций I (папа римский); Стефан I (папа римский); акты Карфагенского собора; анонимный «Трактат к еретикам новацианам»; Морцелл |
| 4       | Киприан Карфагенский |
| 5       | Сикст II (папа римский); Дионисий Александрийский; Феликс I (папа римский); Евтихиан (папа римский); Гай (папа римский); Коммодиан; анонимная «Песнь против язычников»; Викторин из Петтау; Магнет; Арнобий |
| 6       | Марцеллин (папа римский); Евсевий (папа римский); Мильтиад (папа римский); анонимная «Песнь во славу Господа»; Цельс; Лактанций |
| 7       | Лактанций |
| 8       | Константин I Великий; Панегирики (Назарий, Евмений и аноним); Итинерарий из Бурдигалы в Иерусалим; Сильвестр I (папа римский); Марк (папа римский); Юлий I (папа римский); Викторин Африканец; Осий Кордовский; Либерий (папа римский); Потамий (епископ) |
| 9-10    | Иларий из Пуатье |
| 11      | Зенон Веронский; Оптат Милевитанский |
| 12      | Евсевий Верчелльский; Фирмик Матерн; Филастрий |
| 13      | Сириций (папа римский); Фаустин и Марцеллин; Дамасий I (папа римский); Викторий Аквитанский; Феодосий I Великий; Вигилий (епископ); древние тексты об арианской доктрине; Фурий Дионисий Филокал; Полемей Сильвий; Люцифер Калаританский; Пациан; Юлий Гилариан |
| 14-17   | Амвросий Медиоланский |
| 18      | Мартин Турский; Тихоний Африканский; Нованций; Аврелий Симмах; Максим Грамматик; Клавдий Мамертин (панегирист); Публий Виктор; Ульфила |
| 19      | Ювенк; Оптациан; Целий Седулий; Север (ритор); Фальтония Проба; Авзоний |
| 20      | Фебадий (епископ Аженский); Павлин Медиоланский; Анастасий II (папа римский); Сульпиций Север; Кромаций (епископ Аквилейский); Иннокентий I (папа римский); Зосима (папа римский); Бонифаций I (папа римский); Гауденций (епископ Брешии); Аврелий Карфагенский; Бахиарий; Закхей; Евагрий Понтийский (перевод) |
| 21      | Руфин Аквилейский; Пелагий Британец |
| 22-30   | Иероним Стридонский (т. 27: «Хроника» с продолжением Проспера Аквитанского, в т.30 включены также тексты папы Мартина V) |
| 31      | Флавий Луций Декстер; Орозий; Лепорий |
| 32-47   | Аврелий Августин; также, помимо его сочинений, в т.41 помещены: пресвитер Авит; Лукиан (пресвитер Кафар Гамалы); Анастасий Библиотекарь; Север с Менорки; в т.42: Кводвультдей; Секунд (манихей); Орозий; Алкуин; т.44: также одно письмо Проспера Аквитанского; т.45: ряд текстов Проспера Аквитанского; т.46: Поссидий (епископ Каламы) |
| 48      | Марий Меркатор |
| 49      | Иоанн Кассиан |
| 50      | Иоанн Кассиан; Пахомий Великий; Вигилий (диакон); Фастидий; Целестин I (папа римский); Антонин Гонорат (епископ Константины); Сикст III (папа римский); Викентий Леринский; Евхерий Лионский; Иларий Арелатский) |
| 51      | Проспер Аквитанский; Идаций (епископ Шавешский); Марцеллин Комит |
| 52      | Пётр Хрисолог; Валериан (епископ Кемелийский); Никет (епископ Аквилейский) |
| 53      | Сальвиан Массилийский; Арнобий Младший; Клавдиан Мамерт; Патрик Ирландский; Капреол Карфагенский; Урбан (пресвитер); Евстафий (переводчик «Шестоднева» Василия Кесарийского) |
| 54-55   | Лев I (папа римский) |
| 56      | Анонимные сочинения по каноническому праву |
| 57      | Максим Туринский |
| 58      | Гиларий (папа римский); Симплиций (папа римский); Луп из Труа; Руриций Лиможский; Виктор Витенский; Сидоний Аполлинарий; Перпетуй (епископ Турский); Цереалий Касталланский; Евгений (епископ Карфагенский); Фауст (епископ Риезский); Феликс III (папа римский); Геннадий Массилийский; анонимный «Хронологический указатель о преследованиях вандалов» |
| 59      | Геласий I (папа римский); Авит Вьеннский; Иоанн (диакон); Фаустин; Юлиан Померий; Пруденций |
| 60      | Пруденций; Драконций |
| 61      | Павлин Ноланский; Клавдий Марий Виктор; Меробавд; Ориенций (епископ Ошский); Ауспиций (епископ Тульский); Павлин из Перигё; Амоэн; Дрепаний Флор |
| 62      | Пасхазий (диакон); Симмах (папа римский); Пётр (диакон); Вигилий Тапсский; Афанасий Александрийский (перевод); Лев I (папа римский); акты Халкидонского собора; Гельпидий Рустик; Евгиппий |
| 63      | Эннодий; Гормизд I (папа римский); Иоанн I (папа римский); Трифолий (пресвитер); Эльпида; Боэций |
| 64      | Боэций |
| 65      | Феликс IV (папа римский); Проспер Обращенный; Бонифаций II (папа римский); Монтан (епископ Толедский); Елевтерий из Турне; Фульгенций Руспийский; Ремигий Реймсский |
| 66      | Иоанн II (папа римский); Агапит I (папа римский); Сильверий (папа римский); Лаврентий (епископ Новарский); Бенедикт Нурсианский; Альберик (диакон); несколько монашеских уставов; Ферреол (епископ Узеса) |
| 67      | Дионисий Малый; Протерий (епископ Александрийский), перевод письма; Факонд (епископ Гермианы); Фульгенций Ферранд; Юст (епископ Урхельский); Вивентиол (епископ Лионский); Троян Сентский; Понтиан Африканец; Кесарий Арелатский; Рустик (диакон) |
| 68      | Лев (епископ Сансский); Юнилий, епископ из Африки; Маппин (епископ Реймсский); Аратор; Виктор (епископ Капуи); Ницетий Трирский; Агнелл (епископ Равеннский); Аврелиан Арелатский; Примасий (епископ Гадруметский); Виктор Туннунский; Либерат Карфагенский |
| 69      | Вигилий (папа римский); Юстиниан I (император); Гильда Премудрый; Пелагий I (папа римский); Кассиодор, аббат Вивария |
| 70      | Кассиодор |
| 71      | Григорий Турский; Фредегар; король Хлодвиг I; король Хильдеберт I; аноним «О франкских законах»; король Теодеберт I; король Теобальд; король Хильдеберт II; король Сигеберт III; Эрхамберт; король Хлотарь II; король Гундебальд |
| 72      | Иоанн III (папа римский); Мартин Бракарский; Герман (епископ Парижский); ряд анонимных церковных трудов; Домнол (епископ Ле-Мана); Венанций Фортунат; королева Радегунда; Бенедикт I (папа римский); Лициниан (епископ Карфагенский); Веран; Пелагий II (папа римский); Аунарий Осерский; Седат (епископ Безье); Марий (епископ Аваншский); Лукулент; Иоанн Арелатский; Иоанн Бикларский; Леандр (епископ Севильский); Антоний из Пьяченцы; Флориан, аббат римского монастыря; Юстиниан I (император); король готов Теодорих I; король Хлотарь I; король Хильдеберт II; король вестготов Рекаред |
| 73      | Анонимное «Предисловие к житию св. Павла»; Пафнутий аббат, «Житие св. Онуфрия»; анонимное «Введение к житию св. Пахомия»; анонимное «Житие св. Пахомия», латинский перевод Дионисия Малого; анонимное «Житие св. Абрахи», анонимный латинский перевод; Амфилохий Иконийский, «Житие св. Василия Кесарийского», латинский перевод Урса; анонимное «Житие св. Ефрема Сирина», латинский перевод Герарда Воссио; Антоний Дисципул, «Житие св. Симеона Стилита»; Леонтий из Неаполя Кипрского, «Житие св. Иоанна Милостивого», перевод Анастасия; анонимное «Житие святых пресвитера Эпиктета и монаха Астиония»; Феофил, «Житие св. Макария Римского»; анонимное «Житие блаженного Постумия»; анонимное «Житие св. аббата Фронтония»; Иоанн Дамаскин, «Житие св. Варлаама и Иоасафа», перевод Иакова Биллиона; анонимное «Житие св. Евгении, девы и мученицы»; анонимное «Житие св. девы Евфрасии»; анонимное «Житие св. Евфросины»; Ефрем архидиакон, «Житие св. Марии Блудницы», анонимный перевод; анонимное «Житие св. Таисии Блудницы»; Иаков Диакон, «Житие св. Пелагии Блудницы», перевод Евстохия; Софроний Иерусалимский, «Житие св. Марии Египетской блудницы», перевод Павла Диакона; анонимное «Житие св. девы Марины»; анонимное «Паломничество Руфина и Мелании»; анонимное «О Руфине пресвитере»; извлечения из Сульпиция Севера и Иоанна Кассиана; «Verba Seniorum» (в переводах Пелагия диакона, Иоанна субдиакона и Пасхазия диакона); Палладий Еленопольский, «Паломничество» и «Лавсаик», переводы Гентиана Гарвета. |
| 74      | Переводы: Иоанн Мосх, «Духовный луг»; Гераклид Александрийский, «Парадиз»; Палладий Каппадокийский, «Лавсаик»; анонимные «Изречения египетских отцов» (перевод Мартина Бракарского); Идаций, «Хроника»; Геласий I (папа римский); Феодорит Кирский, «Феофил», перевод Гентиана Гервета; Дамасий I (папа римский); эдикт императора Константина I (313) |
| 75-78   | Жития папы Григория I, в том числе «Житие св. Григория» Иоанна Диакона (vol. 75) |
| 79      | Григорий I (папа римский); Патерий, нотарий Григория I; Алульф из Турне |
| 80      | Евтропий из Валенсии; Тарра (монах); Динот (аббат); Динам (патрикий); Августин Кентерберийский; Бонифаций IV (папа римский); акты III Римского собора (601 год); граф Булгаран; Павел Эмеритан Диакон; Тамай; король готов Гундемар; Марк из Кассино; Варнахарий (епископ Лангрский); Колумбан; Альфан (епископ Беневентский); Айлеран из Ирландии; король англов Этельберт; Адеодат I (папа римский); король готов Сисебут; Бертихрамн (епископ Ле-Мана); Протандий (архиепископ Безансона); Бонифаций V (папа римский); Сонниат (архиепископ Реймсский); Вер (епископ Родезский); король Хлотарь II; Гонорий I (папа римский); король Дагоберт I; Хадоинуд (епископ Ле-Мана); Сульпиций (епископ Буржский); Аутберт (епископ Камбре); Иоанн IV (папа римский); Максим (епископ Сарагосы); Евтранд (диакон из Павии); Виктор (епископ Карфагенский); Браулио Сарагосский; Тайо (епископ Сарагосы) |
| 81-83   | Исидор Севильский; в т. 83 также анонимная «Хронология готских королей» (VII век) и «Старые архиепископы Толедские». |
| 84      | Материалы церковных соборов IV—VIII веков в Греции, Африке, Галлии и Испании; Исидор Севильский |
| 85      | «Мозарабская литургия» (связывается с Исидором Севильским), также «Месса св. Пелагия мученика» |
| 86      | «Мозарабская литургия» по второму правилу св. Исидора |
| 87      | Галл (аббат); анонимные монахи из Санкт-Галлена; Теодор I (папа римский); Мавр (епископ Равеннский); Мартин I (папа римский); Павел (епископ Верденский); Дезидерий (епископ Каорский); Донат (епископ Безансона); Ландерик (епископ Парижский); король Сигеберт III; Ливин (епископ); Евгений III (епископ Толедский); Валерий (аббат); Валерий (другой аббат); Аннемунд (епископ Лионский); Элигий (епископ Нуайонский); король Хлодвиг II; Маркульф (монах); анонимные формулы посвящения; Куммиан Ирландец; Виталиан (папа римский); Иона, аббат Эльнонский; Фруктуоз (епископ Браги); Фаро (епископ Мо); Адеодат II (папа римский); Дон (папа римский); Агафон (папа римский); Дамиан (епископ Павии); Аманд (епископ Утрехтский); король Хлотарь III; король Хильдерик II; король Дагоберт II; король Теодорих III; церковные грамоты лангобардских королей (между 685 и 784) |
| 88      | Венанций Фортунат; Дефенсор (монах Лигуже); Эваций (аббат Троклара); Адамнан, аббат; Адаман, аббат; Крисконий, епископ из Африки; анонимные монашеские правила; документы о франкской церкви (691—748) |
| 89      | Сергий I (папа римский); Иоанн VI (папа римский); Иоанн VII (папа римский); Альдхельм (епископ Шерборна); Константин (папа римский); Кеолфрид (пресвитер Уирмута); Феликс (епископ Равеннский); Бенедикт Крисп (архиепископ Миланский); Эгберт (архиепископ Йоркский); Григорий II (папа римский); Виллиброрд (епископ Утрехтский); Григорий III (папа римский); Бонифаций (епископ Майнцский); Захария (папа римский); Стефан II (папа римский); Примин (аббат); Киприан (монах из Кассино); Хродеган (епископ Мецский); Павел I (папа римский); Стурмий (аббат Фульды); Амвросий-Аутперт, аббат Беневента |
| 90-94   | Беда Достопочтенный, в т.94 также вошли две анонимные хроники VIII и середины IX века. |
| 95      | Беда Достопочтенный; Павел Диакон; Ландульф Хитроумный; анонимные гомилии VIII века «О времени» и «О святых» |
| 96      | Ильдефонс Толедский; Леодегарий (епископ Отёнский); Лев II (папа римский); Бенедикт II (папа римский); Иоанн V (папа римский); Юлиан Толедский; Лулл Майнцский; Элипанд Толедский; Феликс Урхельский; анонимное «Житие испанских аббатов» (VIII век); Гетерий из Осмы; Рахио (епископ Страсбургский); Ангильрамн Мецский; Адриан I (папа римский); Викбод; «Исидор Бежский», «Хроника 754 года»; Пётр (архидиакон); Катульф; Констант (священник); анонимные сочинения VIII века: переписка, «Деяния франкских королей», «Хроника епископов Мецских»; пожалования франкских королей (742—778) |
| 97      | Карл Великий, капитулярии; Людовик I Благочестивый, капитулярии; Лотарь I; Бенедикт Левит, «Собрание капитуляриев» |
| 98      | Карл Великий; Лев III (папа римский); Людовик I Благочестивый; император Оттон I; император Генрих I Фландрский; графиня Матильда Тосканская; император Рудольф I; материалы Франкфуртского синода (794); Адриан I (папа римский); Парижский съезд по иконам (824); монах из Санкт-Галлена «О деяниях блаженного Карла Великого» (в 2 кн., около 830); «Старые франкские анналы» (670—813); анонимная «Генеалогия Карла Великого» (около 867) |
| 99      | Павлин Аквилейский; Саксонский поэт «О деяниях Карла Великого»; Симперт (аббат Мурбахский); Людгер Мюнстерский; Фарнульф из Сен-Дени; Дагульф из Сен-Дени; Ангильберт (аббат Сен-Рикье); Лейдрад; Амаларий Фортунат; Теодор Кентерберийский; Иоанн де Део; Аскарий Тусаредо |
| 100—101 | Алкуин, в т. 101 также письма испанских епископов к епископам Галлии, Аквитании и Австрии |
| 102     | Смарагд из св. Михиэля; Людовик I Благочестивый; Магн (архиепископ Санса); Лев III (папа римский); Пасхалий I (папа римский); Ремигий (епископ Кура) |
| 103     | Седулий Скот; переводные сочинения авторов IV века: Антония, Исайи, Серапиона, Макария из Нитры, Пафнутия, Махария, Пахомия, Орсиесия, Василия Великого (с предисловием Руфина), пресвитера Гримлаика, Афанасия Александрийского, а также анонимные монашеские правила; Вигилий (папа римский); Бенедикт Анианский |
| 104     | Агобард Лионский; Григорий IV (папа римский); Эйнхард; Клавдий Туринский; Людовик I Благочестивый |
| 105     | «Книга римских понтификов» (VII—VIII века); Теодульф Орлеанский; Эйгиль Фульдский; Берновин из Клермон-Феррана; Дунгал; Адальхард (аббат Корвейский); Эрмольд Нигелл; Евгений II (папа римский); Халитгарий (епископ Камбре); Фредегиз (аббат); Иеремия (архиепископ Сансский); Ансегис (аббат Фонтенелля); Хайминий из монастыря св. Фаста в Аррасе; Хильдерик (аббат Кассинский); Хетти Базельский; Иессей (епископ Амьенский); Алдрик (архиепископ Сансский); Амаларий Мецский (Симфосий) |
| 106     | Хильдуин (аббат Сен-Дени); Максенций (патриарх Аквилейский); Кандид Фульдский; Дуода; Иона Орлеанский; Хильдемар; Ламберт Потьерский; Теган (хорепископ Трирский); Агнелл Равеннский; Григорий IV (папа римский); Фротарий (епископ Тульский); Ильдефонс (епископ Севильский); Иосиф (священник); Сергий II (папа римский); Фрекульф из Лизьё; Колумбан (аббат Сен-Трона); Христиан Друтмар; Аврелиан Рекомский |
| 107—112 | Рабан Мавр, в т.110 также письмо Лотаря I к Рабану Мавру |
| 113—114 | Валафрид Страбон из Фульды |
| 115     | Хетти Базельский; Аудрад (хорепископ Сансский); анонимные «Деяния Алдрика, епископа Ле-Мана»; Ангелом из Лизьё; Лев IV (папа римский); Бенедикт III (папа римский); Евлогий Толедский; Аймоний Сен-Жерменский; Спераиндео (аббат); Пруденций (епископ Труа) |
| 116     | Эббон Реймсский; Эрманрик из Райхенау; Эрхамберт (епископ Фрайзингский); Нитхард, аббат Сен-Рикье; Амуло (епископ Лионский); Хаймон Хальберштадтский |
| 117     | Хаймон Хальберштадтский |
| 118     | Хаймон Хальберштадтский; Ансгар (епископ Гамбургский); Григорий IV (папа римский) |
| 119     | Флор Лионский; Серват Луп из Феррьера; акты собора 844 года; Родульф (епископ Буржский); Вальтерий (епископ Орлеана); Ротад II (епископ Суассонский); Николай I (папа римский) |
| 120     | Пасхазий Радберт; Энгельмод (епископ Суассонский) |
| 121     | Ратрамн Корбийский; Готшальк из Орбе; король Лотарь I; Гюнтар Кёльнский; Теудоин Шалонский; Альваро Кордовский; Леовигильд Кордовский; Киприан Кордовский; Бернард, французский монах; Вандальберт Прюмский; Эней Парижский; Герард (архиепископ Турский); Исо Санкт-Галленский; Гримальд (аббат Санкт-Галлена); Милон, монах св. Аманда; Ремигий Лионский; Вулфад (епископ Буржский); Адвенций Мецский |
| 122     | Иоанн Скот Эриугена; Адриан II (папа римский) |
| 123     | Адон Вьеннский; Узуард, монах Сен-Жерменский |
| 124     | Карл II Смелый; Адревальд (монах Флёри); Гинкмар (епископ Лана); Исаак (епископ Лангрский); Одо (епископ Бовэ); Хейрик Осерский |
| 125     | Гинкмар (архиепископ Реймса) |
| 126     | Гинкмар (архиепископ Реймса); Иоанн VIII (папа римский); Марин I (папа римский); Адриан III (папа римский); Бертарий, аббат Кассино; Хармот, аббат Санкт-Галленский; Римберт (епископ Гамбургский); Аймоний Сен-Жерменский; Ратперт Санкт-Галленский |
| 127     | Анастасий Библиотекарь; Франциск Бланхин Веронский; ряд анонимных сочинений о римских понтификах; Григорий из Катании; Каэтан |
| 128     | Анастасий Библиотекарь; также его анонимные продолжатели |
| 129     | Анастасий Библиотекарь; Эрхемберт; Ангильберт (аббат Корвейский); Стефан V (VI) (папа римский); Формоз (папа римский); анонимная инвектива на Формоза; Стефан VI (VII) (папа римский); Роман (папа римский); Вольфхард, пресвитер Хасенриетанский; Анамод, субдиакон из Регенсбурга; Евтропий Лангобард; дополнения к посланиям и грамотам пап: Льва III, Стефана IV, Пасхалия I, Евгения II, Григория IV, Сергия II, Льва IV, Бенедикта III, Николая I, Адриана II, Стефана V; Псевдо-Лиутпранд, «Книга о римских понтификах» (IX век); анонимная «Chronicon Albeldense» (Хроника Альбельды) (IX век); анонимная «Книга о счёте» (IX век). |
| 130     | «Собрание декретов» (Исидор Меркатор); анонимная «Песнь о веке Карла». |
| 131     | Фульк (архиепископ Реймса); Рикульф (епископ Суассонский); Манцио (епископ Шалонский); Марциан (монах); Иоанн IX (папа римский); Бенедикт IV (папа римский); Христофор (антипапа); Ремигий Осерский; Сергий III (папа римский); Ноткер Санкт-Галленский; Хаттон II (архиепископ Майнцский); Анастасий III (папа римский) |
| 132     | Регинон Прюмский; Бертарий Верденский; Роберт I (епископ Меца); Радбод Утрехтский; Саломон (епископ Констанцский); Одилон из монастыря св. Медарда в Суассоне; Стефан (епископ Льежа); Хервей (епископ Реймсский); Вальтерий (епископ Сансский); Радбод Дольский; Аббон Сен-Жерменский; Дадон (епископ Верденский); Агий (архиепископ Нарбонны); Иоанн X (папа римский); Лев VI (папа римский); Хукбальд Сен-Амандский; Стефан VII (VIII) (папа римский); Иоанн XI (папа римский); Сеульф (архиепископ Реймса); Лев VII (папа римский); Стефан VIII (IX) (папа римский) |
| 133     | Одон Клюнийский; король Людовик III; Леотальд Маконский; Гийом Клермон-Ферранский; Берно (аббат); Каппид Ставоренский; Марин II (папа римский); Козьма Япиг Матерский; Иоанн Итал Клюнийский; Лаврентий Кассинский; Агапит II (папа римский); Одон (архиепископ Кентерберийский); Артольд (архиепископ Реймса); Одальрик (архиепископ Реймса); Сигехард Трирский; Фридегод Бенедиктинец; Иоанн XII (папа римский) |
| 134     | Атто Верчелльский; Адальгер (епископ); Бруно (епископ Кёльнский); Лев VIII (папа римский); Уто (епископ Страсбургский); Вибольд (епископ Камбре); Гийом Шалонский |
| 135     | Флодоард; Гумпольд (епископ Мантуанский); Эралий (епископ Льежский); Иоанн XIII (папа римский); Ульрих (епископ Аугсбурга); Бенедикт VI (папа римский) |
| 136     | Ратхер (епископ Веронский); Лиутпранд Кремонский; Фольквин Сен-Бертенский; Гунцо Новарский; Рихард, аббат Флёри; Адальберт Мецский |
| 137     | Виго (декан); Хельперик, монах Санкт-Галленский; Бернер (аббат Гумоларский); Этельвольд Уинчестерский; Видукинд Корвейский; Иоанн, аббат св. Арнульфа в Меце; Одо Ошский; Бенедикт VII (папа римский); Иоанн XIV (папа римский); Теодерик (епископ Мецский); Гецо (аббат Дертонский); Дунстан (архиепископ Кентерберийский); Адальберон (архиепископ Реймса); Фолькуин (аббат Лоббе); Эркембальд (епископ Страсбургский); Адсон из Монтье-ан-Дер; Аймард (аббат Клюнийский); Майол IV (аббат Клюнийский); Летальд из Сен-Месмен-де-Миси; Иоанн XV (папа римский); Гвидо II (епископ Ле Пюи); Адальберт (епископ Пражский); Григорий V (папа римский); Конрад Кельт; Хросвита Гандерсгеймская |
| 138     | Рихер Реймсский; Герард Суассонский; Альбуин (отшельник); Теральд; Амблалард (аббат Солиньякский); ряд анонимных сочинений о епископах и монахах (X век); «Церковные законы» королей Альфреда Великого, Эдуарда I, Хивел Дда, Эдмунда, Эдгара; материалы собора в Грателеане (928); документы Лондонского собора (970—972); анонимные «Законы пресвитеров Нортумбрии» (X век); капитулярии императоров франков (802—923); акты Оттона I, Оттона II, Оттона III; галликанские мессы; многие литании; старая алеманнская литургия; древние календари и мартирологи; латинская месса и монашеские документы (X век) |
| 139     | Бенедикт (монах); Сильвестр II (папа римский); Пурхард из Райхенау; Гоцперт (аббат Тегернзее); Тиепальд (аббат Тегернзее); Аббо из Флёри; Альберт, аббат Сен-Месмен-де-Миси; Рорико Муассакский; Эмуэн из Флёри; Иоанн Диакон Венецианец; Херигер Лоббский; Ноткер (епископ Льежский); Титмар (епископ Мерзебургский) |
| 140     | Император Генрих II Святой; Тангмар Хильдесхаймский; Альперт Мецский; Бурхард (епископ Вормсский); Адельбольд (епископ Утрехтский); Ромуальд (аббат Камальдуленский) |
| 141     | Адемар Ангулемский; Бернард Анжерский; Фульберт (епископ Шартрский); Гвидон Аретинский; анонимные Хильдесхаймские и Кведлинбургские анналы и анналы Ламберта Херсфельдского; Дудон Сен-Кантенский; Гослен (архиепископ Буржский); Адальберон (епископ Лана); Гийом V (герцог Аквитанский); Гийом (аббат); Гийом (аббат Сен-Пьер-сюр-Див); король Роберт II; Мегинфрид Магдебургский; Арнольд Эммерамский; Эбал (епископ Реймсский); Иоанн XIX (папа римский); Годехард (епископ Хильдесхаймский); Катваллон (аббат Ротский); Фроумунд из Тегернзее; Эберхард (аббат Тегернзее); Перингер (аббат Тегернзее); Эллингер (аббат Тегернзее); Удальрик (аббат Тегернзее); Годескальк; Ледуин (аббат Арраса); Отельбольд (аббат Гента); Бенедикт IX (папа римский); Хериберт (епископ Айхштетский); Ангельранн (аббат Сен-Рикье); Роберт (епископ Лондонский); Гарсия из Кухи; Доминик (патриарх Градо и Аквилеи) |
| 142     | Бруно (епископ Вюрцбургский); Григорий VI (папа римский); Климент II (папа римский); Олива (епископ Осонский); Рауль Глабер из Клюни; Сифрид (аббат Тегернзее); Одоранн Сансский; Одилон Клюнийский; Берно (аббат Райхенау); Випон (пресвитер); Герард (епископ Камбре); Гуго (епископ Лангрский); Халинард (епископ Лионский); Иордан (епископ Лиможский); Гвидо (епископ Реймсский); Ансельм Реймсский |
| 143     | Герман из Райхенау; анонимный «Chronicon Petrishuensis»; Лев IX (папа римский); письмо Михаила Керулария; Иоанн I (аббат Фекамский); Виктор II (папа римский); Беренгарий Нарбоннский; Теуцо (отшельник); Одо из Сен-Мор-де-Фоссе; Дрого (епископ Бовэ); Стефан X (папа римский); Гоцехин (схоластик); Иоанн (епископ Сабинский); Гумберт (епископ Сильве-Кандиде); Адельманн (епископ Брешии); Николай II (папа римский); Фролланд (епископ Санлисский); Видрик (аббат монастыря св. Гислена в Эно); Франкон (схоластик Льежский); Маврилий (архиепископ Руанский); Раймбальд (архиепископ Арльский); Гервасий (архиепископ Реймсский); Леодегарий (архиепископ Вьеннский); Стефан (кардинал); Лев (епископ Атинский); Авесгот (аббат Ле-Мана); анонимные «Деяния святых мучеников Арнальда и Герлембальда»; Анно (архиепископ Кёльнский) |
| 144—145 | Пётр Дамиани, в т. 145 также грамоты Александра II и Павла V. |
| 146     | Отлон Санкт-Эммерамский (Регенсбургский); Адам Бременский; Гвальберт Валлумброзан; Гундехар (епископ Айхштетский); Ламберт Херсфельдский; Пётр из Меллезе; Александр II (папа римский); Гуго (епископ Труа); Деодуин (епископ Льежский); Лиетберт (епископ Камбре); Рогерий; Гвидон (епископ Амьенский) |
| 147     | Иоанн Авраншский (архиепископ Руанский); Арнульф Миланский; Теодорик Падерборнский; Бертольд Констанцский; Иоанн (аббат Фекамский); анонимная «Фекамская хроника» (1220—1246) и «Список фекамских аббатов» (XI век); Бруно Кверфуртский; Томеллул Хаснонский; Реналл Барселонский; Мариан Скот; Ландульф Миланский; Геральд из Сов-Мажора; Фолькард Сен-Бертенский; Евсевий-Бруно (епископ Анжерский); Гебуин (епископ Лионский); Гальтерий (епископ Мо); Альфан I (архиепископ Салернский); Гвайфред Кассинский |
| 148     | Григорий VII (папа римский); Климент III (антипапа); Гебхард (архиепископ Зальцбургский); графиня Матильда; Бернальд Констанцский; акты Майнцского собора (1071); Стефан (епископ Хальберштадтский) |
| 149     | Аномимные «Деяния понтификов Камбре» (1091—1179), «Хроника замка св. Андрея в Камбре»; Годефред из Ставло; Самуэль Морохиниан; Осберн Кентерберийский; Бартоломей (аббат Майорис); Бернард из Бесалу; Анастасий Клюнийский; Ансельмо ди Лукка; Удальрик (монах Клюни); Гийом Жюмьежский; Виктор III (папа римский); Гийом из Апулии; Гауфрид Малатерра; Сурита Иероним; Вильгельм I (герцог Нормандии); Дуранд (аббат Троарский); Гвитмунд (архиепископ Аверсанский); Эбрард Ваттенский |
| 150     | Ланфранк; анонимная «Хроника аббатов Бека» (1034—1467); Херлуин Бекский; Гийом (аббат Бекский); Бозо (аббат Бекский); Теобальд (архиепископ Кентерберийский); Летард (аббат Бекский); Августин Кентерберийский; Боницо (епископ Сутри и Пьяченцы); Вильгельм (аббат Мецский); Вильгельм (аббат Гиршау); Хериманн (епископ Мецский); Теодорик, монах св. Уэна в Руане; Гвидо (аббат Фарфенский); Арибо Схоластик; Генрих Помпозиан; Роберт (аббат Тумбалены); Герард II (епископ Камбре); Рейнальд I (архиепископ Реймса); Иоанн Коттон; Фульк (аббат Корвейский); Гиллеберт (аббат Элнонский); Гийом (аббат Клюзи); Дуранд (епископ Клермон-Феррана); Хемминг Вустерский; Радбод (епископ Турне); Агано (епископ Отёнский); Ольдарик (препозит); Бернард (епископ Лодевский); Фулькой (субдиакон Мо); Константин Африканец из Кассино; Деусдедит (кардинал); Гийом, архидиакон из Пуатье; Иоанн Гарландский; Руфин (епископ) |
| 151     | Урбан II (папа римский); Вальканд Медиани; Гудин из Лизьё; Видо (монах); Раймунд Арналли; Альвало; Анселл (схоластик); Бернелин; анонимные трактаты о музыке; Откер Регенсбургский; ряд анонимных сочинений, в том числе стихотворных; грамоты Радульфа Бургундского, Генриха I Французского, Конрада II, Генриха III, Генриха IV; церковные законы Этельреда II, Канута Английского, Макбета Шотландского, Эдуарда III Английского, Стефана I Венгерского; законы о нравах Бржетислава Богемского; Ангильберт (архиепископ Миланский); Андрей Бергамский; Пётр Библиотекарь; анонимный «Панегирик императору Беренгарию»; королева Матильда; письмо половца Иоанна Смеры; анонимные формулы |
| 152     | Бруно Кёльнский |
| 153     | Бруно Кёльнский; Гвиго I, приор картезианцев; Гвиго II, приор картезианцев; Бернард, приор картезианцев; Иоанн Картезианец; Гуго (епископ Линкольнский); Ламберт из Сквилласе |
| 154     | Гуго (аббат Флавиньи); Вольфельм из Браувайлера; Эккехард из Ауры; анонимные «Трирские деяния»; Теодерик Трирский; Эбервин Трирский; аноним «Из истории трирских мучеников»; Стефан Льежский; анонимная «Хроника св. Губерта Арденнского» |
| 155     | Госцелин Кентерберийский; Лантфилд Винчестерский; Луп (протоспафарий); Манхи Турский; Манегальд (магистр); Павел Шартрский; Готфрид Бульонский; Ида (графиня Болонская); переписка и документы, связанные с первым крестовым походом; Ансельм из Рибмона; Одо (епископ Байё); Гуго (архиепископ Эдесский); Фульк Анжерский; Раймунд де Курамонта; Дермаций Ирландский; Раймунд Ажильский; Роберт из Сен-Реми; Пётр Тудебод; Фульхерий Шартрский; Гило Парижский; Гальтерий (писец); Фретелл (архидиакон); Иоанн (пресвитер Вюрцбургский); анонимы о первом крестовом походе; документы Балдуина I Иерусалимского, Людовика VII и Людовика IX Французских; Радульф Арденс; Томас (епископ Йоркский); Рихард, аббат Думелльский; Альберик (епископ Остии); Сулькард, монах Вестминстерский; Амат (архиепископ Бордо); документы синодов в Бордо (1080) и Жироне (1078); Поппо (епископ Мецский); Ансельм IV (архиепископ Миланский) |
| 156     | Гвиберт Ножанский; Герман (монах) |
| 157     | Жоффруа Вандомский; Теодерик (епископ Шартрский); Тиофрид (аббат Эхтернахский); Пибо (епископ Тульский); Суавий, аббат св. Севера; Фолькард (аббат Лоббе); Адельгорий (архиепископ Магдебургский); Гуго (архиепископ Лионский); Пётр Альфонси; Гальтер (епископ Магелонский); Литберт (аббат св. Руфа); Вернер (аббат св. Блеза); Роберт (аббат Молесма) |
| 158     | Ансельм Кентерберийский |
| 159     | Ансельм Кентерберийский; Эадмер, монах из Кентербери; Филипп I (король Франции); Гуго (аббат Клюни); Вальрам (епископ Наумбургский); Гильберт (епископ Лимерикский); Гислеберт Криспин (аббат Вестминстера) |
| 160     | Сигеберт из Жамблу; польская хроника Галла Анонима; Беренгоз (аббат Трирский); Иоанн Марсикан (епископ Тускульский); Одо (епископ Камбре); Вальтерий (епископ Шалонский); Родульф Тортарий |
| 161     | Иво (епископ Шартрский) |
| 162     | Иво (епископ Шартрский); Ламберт (епископ Аррасский); Франциск Камен; Гало (епископ Парижский); Анселл, кантор св. Гробницы; Реймбальд, препозит Льежский; Иоанн (монах); Пётр Хрисолан (архиепископ Миланский); Роберт из Арбрисселло; Пётр (епископ Пуатье); Гоффрид (аббат Вандомский); Схер (аббат Шомузе); Иоанн Диакон; Ансельм Лаонский; Рихард (архиепископ Нарбоннский) |
| 163     | Пасхалий II (папа римский); Геласий II (папа римский); Лаврентий Веронский, диакон в Пизе; анонимные «Деяния епископов Меца»; Плацид из Нонантолы; Пётр де Хонестис (аббат); Григорий, римский пресвитер; Теобальд Эстампский; Тегер (епископ Мецский); Гуго из Флёри; анонимная «История французских королей из монастыря Сен-Дени»; Гуго Анжерский; Гийом (епископ Шалонский); Каликст II (папа римский); Радульф (архиепископ Реймсский); Конон (епископ Палестринский); Эрнульф (епископ Рочестерский); Арнальд (аббат Сансский); Понтий (аббат св. Руфа); Иоанн Констанцский |
| 164     | Бруно Астийский, аббат Монте-Кассино |
| 165     | Бруно Астийский, аббат Монте-Кассино; Одо из Асти (монах-бенедиктинец) |
| 166     | Козьма Пражский; его продолжатели: Вышеградский каноник, Сазавский монах, Пражские каноники; Альберик Аахенский; Франко, аббат Аффлигия; Гуго из Рибмона; Понтий (аббат Клюни); Пётр Леонский (легат); Григорий (легат); Иоанн Михиэльский; Гвалтерий Теруанский; Гальберт из Брюгге; анонимные «Древние ритмы»; Бальдерик Дольский; Гонорий II (папа римский); Вивиан из Премонтре; Гауссельм, аббат св. Виктора в Марселе; Аббауд (аббат); Бруно (епископ Страсбургский); Фридерик (архиепископ Кёльнский); Рихард (аббат Фрателльский); Стефан (аббат цистерцианцев); Иоанн (монах); Дрого (епископ Асти); Гуго (епископ Гренобльский) |
| 167—169 | Руперт (аббат Дёйцский) |
| 170     | Руперт (аббат Дёйцский); Роберт (аббат Молесма); Германн (обращённый иудей); Удаскальк; Мунио из Мондоньедо; Норберт (епископ Магдебургский) |
| 171     | Хильдеберт (епископ Турский); Марбод (епископ Реннский) |
| 172     | Гонорий Отёнский; Стефан (епископ Отёнский); Герард (епископ Ангулемский); Оддо Реймсский; Адальберт (архиепископ Майнцский); Райнальд II (архиепископ Реймсский); Ольдегарий (архиепископ Таррагонский); Гауффрид (монах св. Троицы в Тироне) |
| 173     | Родульф (аббат Сен-Трона); Лев Остийский; Пётр Диакон; Фалько из Беневента; Матфей (епископ Альбанский); Оттон (епископ Бамбергский); Гвалтер Клюнийский; Гило (епископ Тускульский); Гауфрид (епископ Шалонский); Стефан (епископ Парижский); Гуго (архиепископ Сансский); Ландульф Младший |
| 174     | Харнульф (аббат Уденбургский); Годефрид (аббат Адмонта); Лизиард (клирик из Тура) |
| 175—176 | Гуго Сен-Викторский |
| 177     | Гуго Сен-Викторский; Иоанн Корнуолльский; Роберт Павлул |
| 178     | Абеляр, Пьер; Иларий (ученик Абеляра); Пётр Беренгарий (ученик Абеляра) |
| 179     | Иннокентий III (папа римский); Вулгрин (архиепископ Буржский); церемония коронации Лотаря III (1133); акты Реймсского собора (1131); Анаклет (антипапа); Бенедикт (каноник св. Петра); Иоанн XIX (папа римский); Целестин II (папа римский); Луций II (папа римский); Вильям Мальмсберийский; Гуго Фарсит; Фровий, аббат Монтис-Ангелорум |
| 180     | Герман (аббат Турне); Теульф из Мориньи; Иоанн (монах из Льежа); Гильом из Сен-Тьерри; Альгер Льежский; Генрих из Солтри; Евгений III (папа римский); Ульгерий (епископ Анжерский) |
| 181     | Гервей, монах Бурж-Дьё; Гильдебранд (магистр); Аймо (аббат Дижонский); Пётр Дижонский; Хериберт (монах); Райнард (аббат Кистекский); Гуго (аббат Макона и Понтиньи) |
| 182—183 | Бернард Клервоский |
| 184     | Бернард Клервоский; Гиллеберт из Хойландии; Гвиго V (приор картезианцев); Гийом (аббат); Гауффрид (аббат Клервоский); анонимные теологические трактаты XII века; Элред (аббат Риво); Николай Клервоский; Огерий (аббат Лучедио); анонимные тексты XII века; Гверрик (аббат Иньи); Арнульф из Берийс |
| 185     | Гверрик (аббат Иньи); Гвиго V (приор картезианцев); Бернар Клервоский; Хербет с Сардинии; Филофей (монах); Николай Хоквилль; Батиста Мантуанец; Гоффрид (аббат Клервоский); анонимная «Клервоская хроника» (1147—1192) |
| 186     | Захария Хризополитан; Захария (епископ); Роберт Пулл; Сугерий; Гийом (аббат Сен-Дени); король Людовик VII; Жослен (епископ Суассонский) |
| 187     | Грациан (юрист) |
| 188     | Ордерик Виталий; Гверрик (аббат Иньи); Анастасий IV (папа римский); Ансельм (епископ Хафельбергский); Жильбер Порретанский (епископ Пуатье); Гуго Метелл (каноник); Амедей (епископ Лозаннский); Николай Клюнийский; Адриан IV (папа римский); Одо (аббат Моримонский); Иоанн Кирита (аббат Тарауканский); Альфонс I Португальский |
| 189     | Пётр Достопочтенный (аббат Клюни); Роберт Ретельский; Вибальд (аббат Ставло); Эрнальд (аббат Бонневалльский) |
| 190     | Томас Бекет (архиепископ Кентерберийский); Жильбер Фолио (епископ Лондонский); Герберт де Босхем; Алан (аббат Тьюксбери) |
| 191     | Пётр Ломбардский |
| 192     | Пётр Ломбардский; Бандин (магистр); Гуго (архиепископ Амьенский и Руанский) |
| 193     | Вальтер Сен-Викторский; Герхох, препозит Райхерсбергский |
| 194     | Герхох, препозит Райхерсбергский; Арно, препозит Райхерсбергский; Иоанн Диакон; Гуго из Пуатье; Исаак Стелла (аббат цистерцианцев) |
| 195     | Экберт (аббат Шёнау); Элред Ривоский; Генрих Хантингдонский; Вольберо (аббат св. Панталеонта) |
| 196     | Рихард Сен-Викторский; Гильдуин (аббат Сен-Викторский); Ахард (аббат Сен-Викторский); Эрвизий (аббат Сен-Викторский); Гварин (аббат Сен-Викторский); Одо Сен-Викторский; Годфрид Сен-Викторский; Адам Сен-Викторский; Иосцелин (епископ Турский); Генрих Зальцбургский; Генрих (архиепископ Реймсский); Гуго (епископ Суассонский) |
| 197     | Хильдегарда Бингенская |
| 198     | Адам Скот; Готфрид Витербоский; Пётр Коместор |
| 199     | Иоанн Солсберийский; Иоанн Корнуолльский; Гвихард (архиепископ Лионский); Пётр (кардинал); Рожер (аббат Орлеанский) |
| 200     | Александр III |
| 201     | Арнульф (епископ Лизьё); Гийом Тирский; анонимный продолжатель Гийома Тирского; Луций III; Алан Осерский; Пётр (аббат Клерво); Эмерик (патриарх Антиохийский) |
| 202     | Иоанн Белет; Уго Этериано; Пётр из Целлы; Жильбер Фолио (епископ Лондонский); Роберт (аббат Ториннейо); анонимная «Хроника св. Михаэля в опасном море» (421—1154, две редакции); Урбан III; Григорий VIII |
| 203     | Филипп Арвенг |
| 204     | Ренье Сен-Лоранский из Льежа; Генрих из Кастро-Марсиако; Балдуин (архиепископ Кентерберийский); Бонакурс; Бернард (аббат Фонт-Клод); Генрих из Сеттимелло; Лаборант (кардинал); Лаврентий из Льежа; анонимные «Анналы св. Витона Верденского»; Стефан из Мурето; Стефан из Лициако; Пётр Бернард; Герард Итерий; Гийом Дандина; Эрменгауд; Климент III |
| 205     | Пётр Кантор; Гийом (архиепископ Реймсский); Гарнерий (епископ Лангрский); Жоффруа де Бретёй; Морис де Сюлли; Одо (епископ Тульский); Александр (аббат Жюмьежский); Геральд (епископ Каорский); Матфей Вандомский |
| 206     | Фома Цистерцианец; Целестин III |
| 207     | Пьер де Блуа |
| 208     | Мартин Леонский |
| 209     | Мартин Леонский; Вальтер Шатильонский; Вильгельм Парижский; Абсалон (архиепископ Лундский); Гийом (архиепископ Реймсский); Иоанн (архиепископ Лионский); Гуго V (аббат Клюни); Ростан Клюнийский; Балдуин I (император Константинопольский); Элиас де Кохида (аббат цистерцианцев); Томас де Радолио |
| 210     | Алан Лилльский |
| 211     | Абсалон (аббат Шпрингирсбахский); Стефан (епископ Турне); Адам (аббат Персеньский); Пётр из Пуатье; Гвиберт из Жамблу |
| 212     | Пётр из Риги; Эгидий Парижский; Одо из Сюлли (епископ Парижский); Гунтер Пэрисский; Гелинанд из Фруамона |
| 213     | Сикард Кремонский; Петр Сернейский; анонимные сочинения второй половины XII и первой половины XIII века |
| 214—217 | Иннокентий III |
| 218     | Указатель авторов и анонимных сочинений |
| 219—221 | Указатель авторов и анонимных сочинений |